# Jan Jelinek
Jan Jelinek, noto anche con lo pseudonimo di Gramm e Farben (...), è un musicista tedesco.

## Biografia
Categorizzato nell'ambito della minimal techno, della glitch music e della microhouse, Jelinek fa spesso uso di cupe linee di basso, nonché un largo uso di campionamenti tratti da registrazioni jazz e rock. È stato fondatore dell'etichetta discografica Faitiche.

## Discografia parziale
- 1999 – Personal Rock (come Gramm)
- 2001 – Loop-Finding-Jazz-Records
- 2002 –  Improvisations And Edits Tokyo, 09/26/2001 (con i Computer Soup)
- 2003 – La Nouvelle Pauvreté
- 2005 – Kosmischer Pitch
- 2006 – Tierbeobachtungen
- 2010 – Bird, Lake, Objects (con Masayoshi Fujita)
- 2014 – Farben Presents James Din A4 (come Farben, con James Din A4)